# Plasmid Rescue
La tecnica del plasmid rescue è una tecnica usata nei laboratori di genetica, per clonare sequenze di DNA d'interesse che sono state "pescate" con la metodologia della trap mutagenesis.

## Descrizione della tecnica
Si crea in laboratorio un costrutto che oltre a possedere il gene reporter, il promotore minimo, gli elementi trasponibili ed un marcatore fenotipico che controlla l'inserimento, possiede anche un pezzo di plasmide con un'origine di replicazione, una resistenza a un antibiotico e un sito unico di riconoscimento di un qualsiasi enzima di restrizione.
Una volta trovata una linea cellulare che possiede un profilo di espressione interessante, si digerisce il DNA genomico con quell'enzima di restrizione, quindi si usa la ligasi e ci si ritrova con un gran numero di circoletti, solo due dei quali possiedono un frammento del costrutto e cioè il marcatore fenotipico. Con un antibiotico si selezionano opportunamente soltanto il clone che contiene la resistenza e l'origine di replicazione oltre che ovviamente una porzione di DNA genomico. Questa porzione serve per capire, tramite ad esempio un'analisi in banca dati, in che zona del genoma ci si trovi e ricercare opportunamente le sequenze regolative che si trovano nelle vicinanze.